# Алексєєв Петро Олексійович (профспілковий діяч)
Петро Олексійович Алексєєв (нар. 1893, село Доход Новоржевського повіту Тверської губернії, тепер Новоржевського району Тверської області, Російська Федерація — розстріляний 6 вересня 1937, місто Ленінград, тепер Санкт-Петербург, Російська Федерація) — радянський державний і партійний діяч, голова Ленінградської обласної ради профспілок. Кандидат у члени ЦК ВКП(б) у 1927—1930 роках. Член ЦК ВКП(б) у 1930—1937 роках.

## Життєпис
Народився в бідній селянській родині. У 1905 році закінчив церковноприходську школу в селі Добровичі Новоржевського повіту Тверської губернії.
У 1908—1914 роках — учень, робітник фанерно-пильного заводу Штудерса в Санкт-Петербурзі.
Член РСДРП(б) з квітня 1914 року.
У 1914—1916 роках — токар з металу машинобудівного заводу «Фенікс» у Петрограді. У 1916—1918 роках — токар з металу арматурно-електричного заводу в Петрограді.
З листопада 1917 року — член Червоної гвардії Петрограда.
У лютому 1918 — січні 1919 року — секретар Виборзького районного комітету РКП(б) міста Петрограда.
У січні — жовтні 1919 року — організатор Василеостровського районного комітету РКП(б) міста Петрограда.
У жовтні 1919 — червні 1920 року — на політичній роботі в Червоній армії: інструктор політичного відділу 14-ї армії на Південному фронті. З червня 1920 по червень 1921 року не працював, хворів.
У липні 1921 — січні 1922 року — завідувач організаційного відділу Василеостровського районного комітету РКП(б) міста Петрограда.
У лютому 1922 — березні 1923 року — завідувач організаційного відділу Псковського губернського комітету РКП(б).
У квітні 1923 — червні 1924 року — завідувач організаційного відділу Виборзького районного комітету РКП(б) міста Петрограда.
У червні 1924 — січні 1927 року — відповідальний секретар Виборзького районного комітету ВКП(б) міста Ленінграда.
У січні 1927 — березні 1929 року — відповідальний секретар Московсько-Нарвського районного комітету ВКП(б) міста Ленінграда.
У березні 1929 — липні 1937 року — голова Ленінградської обласної ради профспілок.
29 червня 1937 року заарештований органами НКВС. 6 вересня 1937 року виїзною сесією Військової колегії Верховного суду СРСР у Ленінграді засуджений до розстрілу, розстріляний того ж дня.
Реабілітований посмертно 18 серпня 1956 року.